# Jince (nádraží)
Jince jsou železniční stanice v jihovýchodní části stejnojmenného městyse v okrese Příbram ve Středočeském kraji, nedaleko řeky Litavky. Leží na neelektrizované jednokolejné trati Zdice–Protivín.

## Historie
Stanice byla vybudována jakožto součást projektu společnosti Rakovnicko-protivínská dráha (RPD) spojující Protivín (napojení na Dráhu císaře Františka Josefa z Českých Budějovic do Plzně, trať 190) a Písek s železnicí do Prahy, na kterou se dráha napojuje ve Zdicích. Stanice vznikla podle typizovaného stavebního návrhu. Dne 20. prosince 1875 byl s místním nádražím uveden do provozu celý nový úsek trasy z Protivína do Zdic, kterýmžto směrem roku 1876 pokračovala přes Beroun a Nižbor do Rakovníka.
Rakovnicko-Protivínská dráha byla roku 1918 začleněna do sítě ČSD.

## Popis
Nacházejí se zde tři jednostranná nástupiště, k příchodu k vlakům slouží přechody přes koleje.